# Somkúti István
Somkúti István, Sovisráth, néhol Somkuti (Budapest, 1895. július 12. – USA, 1973. december) magyar operatőr, filmrendező, tudósító, fotóművész.

## Élete
Sovisráth László és Haas Amália fia. Négy gimnáziumi osztályt végzett, majd 1912 őszén a budapesti Pathé laboratóriumban helyezkedett el, ahol beletanult a filmszakmába. Mint operatőr, Polik Dezső volt tanára. Hadifényképészként vett részt az első világháborúban. Berlinben elsajátította a hangosfilmkészítés technikáját, majd itthon a Magyar Film Irodában játékfilmet forgatott. 1931. május 10-én Budapesten a VIII. kerületben házasságot kötött Gönczi Máriával, Gönczi Antal és Cziráki Erzsébet lányával. 1934-ben a Meseautó hangmérnöke volt, 1938-ban pedig egyik alapító tagja a Magyar Operatőrök Társaságának, a második világháború idején haditudósító. A nyilas uralom alatt dolgozott a hungarista híradók elkészítésén, így a „felszabadulás” után az ún. igazolóbizottság örökre eltiltotta a filmezéstől. 1964-ben az USA-ba költözött.
1938-ban Katonai Érdemérmet kapott.

## Filmográfia
- A szegedi XXI. országos dalosverseny (1927)[forrás?]
- A Császárfürdő versenyuszoda ünnepélyes felavatásáról (1927)
- Diák kongresszus Budapesten (1929)
- A vén gazember (Karl Puthtal, Eiben Istvánnal, 1932)
- Az ellopott szerda (1933)
- Hacsek a korzón (rövidfilm, 1933)
- Megölöm ezt a Hacseket (rövidf., 1933)
- Vica, a vadevezős (1933)
- Az éggő nadrág (rövidf., 1934)
- Hungária (Megyer Tiborral, prop., 1934)
- Hallali (Icsey Rezsővel, 1934)
- Ballagás a Rákóczi Kollégiumban (rip., 1935)
- Budapest fürdőváros (r. is Kandó Lászlóval, rekl., 1935)
- Ballagás Gödöllőn (rip., 1936)
- Juhtenyésztés Magyarországon (r. is, rekl., 1936)
- A magyar bor (r. is, rekl. 1936)
- A magyar gyümölcs (r. is, rekl., 1936)
- Baromfitenyésztés Magyarországon/Magyar baromfitenészétés (r. is, rekl., 1936)
- Sertéstenyésztés Magyarországon (r. is, rekl., 1936)
- A magyar ló (r is, rekl., 1937)
- Vadászat Magyarországon (rekl., 1937)
- A magyar vad (r. is, rekl., 1938)
- Észak felé (Horváth Józseffel, Aulich-Kert Lajossal, Kiss Ernővel, Megyer Tiborral, Zsabka Kálmánnal, dok., 1938)
- Magyar triangulum (Icsey Rezsővel, rövidf., 1938)
- Szent István-év Magyarországon (Megyer Tiborral, összeállító is, rip., 1938.)
- Munkaszolgálat, országépítés (r. is, rip., 1938)
- A magyar búza (r. is, fk., is, rekl., 1938)
- A róka nyomán (1939)
- Rizstermelés a Hortobágyon (r. is, 1939)
- Az Alföld öntözése (r. is 199)
- A tej élet, erő, egészség (Megyer Tiborral, 1939)
- A Felvidék és Kárpátalja visszacsatolása (Kerti Lajossal, Megyer Tiborral, Zsabka Kálmánnal, 1938-1939)
- Repül a nehéz kő (1941)
- Premier a Nemzetiben (1941)
- A telivérek élete (1942)